# Taivalkoski
Taivalkoski est une municipalité du nord-est de la Finlande, dans la région d'Ostrobotnie du Nord et la sous-région du Koillismaa.

## Géographie
La municipalité a 4 331 habitants (31 août 2012) pour une superficie de 2 650,63 km2 dont 212,59 km2 d'eau douce.
Située en plein cœur des grands espaces du nord-est de la Finlande, la commune est largement vallonnée, surtout dans sa partie nord, ainsi que densément boisée.
Le village central est traversé par le  fleuve Iijoki.
Taivalkoski est une très grande municipalité, de taille comparable au Luxembourg.
Elle n'est pourtant pas dans les 20 premières par la superficie en Finlande.
La commune est traversée par la nationale no 20 reliant Oulu (154 km) à Kuusamo (64 km).
Rovaniemi est à 216 km et Helsinki à 777 km.
Taivalkoski est bordée par les municipalités de Kuusamo à l'est, Posio au nord (Laponie), Pudasjärvi à l'ouest et Suomussalmi au sud (Kainuu).

## Lacs et rivières
Les eaux de Taivalkoski font partie du bassin versant de l'Iijoki.
L'Iijoki coule d'Est en Ouest vers le centre de la municipalité, où il tourne vers le sud-ouest.
Les principaux affluents du fleuve dans la région de Taivalkoski sont le Kostonjoki, Kutinjoki, Oudonjoki, Loukusajoki et Kisosjoki.
Il y a de nombreux lacs dans la partie orientale de la municipalité, dont les plus grands sont les lacs Tyräjärvi, Koviojärvi, Ala-Irni, Polojärvi et Särkiluoma.
Dans la partie nord de la municipalité, il y a le lac Kostonjärvi et dans l'ouest le Kortejärvi.

## Démographie
Depuis 1980, l'évolution démographique de Taivalkoski est la suivante, :
| Année      | 1980  | 1985  | 1990  | 1995  | 2000  | 2005  | 2010  | 2015  |
| ---------- | ----- | ----- | ----- | ----- | ----- | ----- | ----- | ----- |
| population | 5 895 | 5 741 | 5 659 | 5 595 | 5 127 | 4 728 | 4 459 | 4 224 |

## Sport
La commune dispose d'un réseau de pistes de ski de fond intéressant pouvant être relié au réseau de la station d'Iso-Syöte.
Il y a à Taivalvaara des tremplins de saut à ski et une petite station de ski alpin. En 1999 a été inauguré l'unique centre de canoë-kayak en eaux vives de Finlande.
Le rapide déjà existant de classe II-III a été aménagé avec des enrochements et est équipé en permanence de portes de slalom.
Un rouleau au milieu de parcours a été conçu pour la pratique du kayak freestyle.
Parmi les autres activités possibles il y a le rafting, la nage en eaux vives ainsi que du tourisme sur des parties plus calmes de la rivière Iijoki.

## Personnalités
Taivalkoski est la municipalité de naissance de l'écrivain Kalle Päätalo, sans doute l'écrivain ayant connu le plus de succès dans la Finlande de l'après guerre. Sa maison natale est d'ailleurs une des principales attractions touristiques de la commune.
- Kalle Päätalo
- Pekka Jalava
- Tapio Räisänen